# أم عريد
أم عريد قرية سعودية، في محافظة المويه بمنطقة مكة المكرمة، تقع في شرق مدينة الطائف بمسافة نحو ( ) كم.

## أنظر أيضًا
- الباحة (محافظة المويه)
- البادرية
- البدايع (محافظة المويه)